# 英英
英英（1919年—），台灣女演員，曾獲第20屆金馬獎最佳女配角。

## 生平
英英早年曾加入台語新劇劇團，後成為台語片演員，1970年代至1980年代於華視演出《玉蘭花》等多部閩南語連續劇。
1983年英英由演員小戽斗推薦給導演王童，演出黃春明小說改編電影《看海的日子》。劇中她飾演女主角白玫的生母，十分敬業：為求真實，拍攝挑泥磚那場戲時，她堅決不減少泥磚的數量，拍完累到尿出血；她患有白內障視力模糊看不清口型，後製時便讓旁人拍手提示開口時機，親自配音。她也藉由這次演出，獲得金馬獎最佳女配角。領獎時，她表示沒想到自己六十四歲年紀還能夠與獎有緣。

## 演出作品

### 電影
- 廖添丁（1955）
- 虎姑婆（1960）
- 職業夫妻（1962）
- 高雄發的尾班車（1963）...陳母
- 湯島白梅記（1963）
- 孤女凌波（1964）
- 悲情城市（1964）
- 盲女地下司令（1964）
- 難忘的車站（1965）
- 寶島櫻花戀（1965）
- 黃昏故鄉（1965）
- 黃昏城（1965）
- 天涯未了情（1965）
- 風流的胡老爺（1966）
- 東京流浪者（1966）
- 霧夜的車站（1966）
- 琉球之戀（1966）
- 女金剛（1966）
- 慈母孤兒淚（1967）
- 阿狗兄與藝妲（1967）
- 三八新娘憨子婿（1967）
- 此恨綿綿何時了（1968）
- 燒肉粽（1969）
- 為著楊麗花哭三聲（1969）
- 盲女勾魂劍（1970）
- 盲女決鬥鬼見愁（1970）
- 五鬼奪魂（1971）
- 鬼見愁決鬧鬼見愁（1971）
- 義氣傳義氣（1972）
- 血豹（1972）
- 天后（1975）
- 獨腳鶴（1979）
- 太極陰陽拳（1980）
- 邱岡舍與白賊七（1980）
- 單挑（1981）
- 陽陽俊（1981）
- 恐怖的情人（1981）
- 鐵脖子李勇（1981）
- 冷豔嬌娃（1982）
- 怒女金剛（1982）
- 看海的日子（1983）...白玫生母
- 陳益興老師（1983）
- 冷眼殺機（1984）
- 人間男女（1985）
- 結婚（1985）
- 我這樣過了一生（1985）
- 超級市民（1985）
- 聖公媽（1985）
- 龍發堂（1988）
- 報告班長（1988）
- 稻草人（1988）

### 電視劇
- 玉蘭花（1970）
- 鴛夢重溫（1970）
- 攀玉環（1971）
- 潮州漢（1973）
- 晚春（1980）
- 離別月臺票（1984）
- 愛情慢跑 （1985）飾外婆

## 外部連結
- 英英在互联网电影资料库（IMDb）上的資料（英文）（英文）
- 英英在香港影庫上的簡介